# Rossford (Ohio)
Pour les articles homonymes, voir Rossford.
Rossford est une ville américaine située dans le comté de Wood, dans l'Ohio. Selon le recensement de 2010, sa population est de 6 293 habitants.